# Gelobde zeecitroenkorst
Gelobde zeecitroenkorst (Flavoplaca marina) is een korstmos uit het geslacht Flavoplaca. De soort werd voor het eerst wetenschappelijk beschreven door William Nylander in 1861, en is onder de huidige wetenschappelijke naam voor het eerst beschreven door de Scandinavische onderzoekers Ulf Arup, Patrik Frödén en Ulrik Søchting in 2013.

## Taxonomie
Gelobde zeecitroenkorst werd door Nyland beschreven onder de naam Physcia stellaris var. marina als een variëteit van groot vingermos, een epifytische korstmossoort. Hugh Algernon Weddell beschreef de soort in 1873 echter als Caloplaca marina. Vrijwel alle soortnamen die hierna volgden zijn basioniemen van deze naam, zo ook de huidige naam F. marina. C. marina bleef lange tijd de geaccepteerde soortnaam voor het korstmos, totdat deze in 2013 in het geslacht Flavoplaca werd geplaatst.

## Determinatie
Gelobde zeecitroenkorst is een korstvormig korstmos met een geel tot oranje thallus. De rand is vaak onduidelijk gelobd. De lobben zijn 0,1–0,3 mm breed. Soms het is begrensd prothallus. De apotheciën zijn geeloranje, vaak in groepjes en meten (0,2–)0,4–1,2(–1,7) mm in diameter. Hij heeft de volgende kenmerkende kleurreacties: K+ (rood), C−, KC− en 
P−.
De asci zijn 8-sporig, cillindrisch-clavaat en amyloide. De ascosporen zijn 2-cellig, hyaliene, ellipsoïde en meten (9–)10,5–15(–18,5) × (3,7–)4,5–7(–8) μm. Het hymenium is kleurloos en (60–)70–95 μm hoog.

## Ecologie
Gelobde zeecitroenkorst is een halofiel die groeit op hout en op zowel kiezel- als kalkhoudend gesteente bij zeedijken, net boven de hoogwaterlijn. Gelobde zeecitroenkorst gedraagt zich hierbij weinig kritisch ten opzichte van het substraat: hij zit niet alleen op basalt, graniet, zandsteen of baksteen, maar zelfs op verweerd hout.

### Syntaxonomie
In de syntaxonomie staat gelobde zeecitroenkorst te boek als kensoort voor de associatie van gelobde zeecitroenkorst (Flavoplacetum marinae).

## Verspreiding
Gelobde zeecitroenkorst is langs de Europese en Noord-Amerikaanse rotskusten een algemeen voorkomende soort. Met name in Scandinavië zijn veel waarnemingen gedaan.
De soort groeit vooral op geëxponeerde dijken aan diep water, en is daardoor in Nederland zeldzamer dan elders in Europa. Gelobde zeecitroenkorst is aan de gehele Nederlandse kust te vinden, maar komt het meest voor in Zeeland en op de Waddeneilanden. Op de meeste Waddeneilanden wordt hij gevonden op de waddenzeedijken, zoals op Texel, op Ameland en op Vlieland. In het deltagebied zit hij op zeedijken en steentaluds in havens onder meer op Schouwen en Walcheren. Vroeger was de soort ook algemeen op de dijken langs het IJsselmeer, maar daar is hij bijna overal verdwenen door de verzoeting. Sinds de bouw van de Afsluitdijk komt de soort daardoor steeds minder vaak in het land voor. Waar gelobde zeecitroenkorst op de Nederlandse Rode Lijst van 1998 nog als 'kwetsbaar' genoteerd stond, was dit in 2015 verschoven naar 'bedreigd'.